# Tetranacrium gramineum
Tetranacrium gramineum är en svampart som beskrevs av H.J. Huds. & B. Sutton 1964. Tetranacrium gramineum ingår i släktet Tetranacrium, divisionen sporsäcksvampar och riket svampar.   Inga underarter finns listade i Catalogue of Life.